# Tormenta tropical Carlotta (2018)
La tormenta tropical Carlotta fue una tormenta tropical muy fuerte que produjo lluvias torrenciales en el suroeste de México. Tercera tormenta con nombre de la temporada de huracanes del Pacífico de 2018, Carlotta se formó a partir de una amplia zona de baja presión al sur de México el 14 de junio. La depresión se intensificó en una tormenta tropical al día siguiente y, desafiando las previsiones de una rápida recalada, se mantuvo fuera de la costa para alcanzar un máximo de 65 mph (100 km/h) el 17 de junio. La interacción con la tierra causó que Carlotta se debilitara constantemente durante el día siguiente, y cayó a la fuerza de la depresión tropical tarde ese día antes de degenerar a un baja remanente el 19 de junio.

## Historia meteorológica

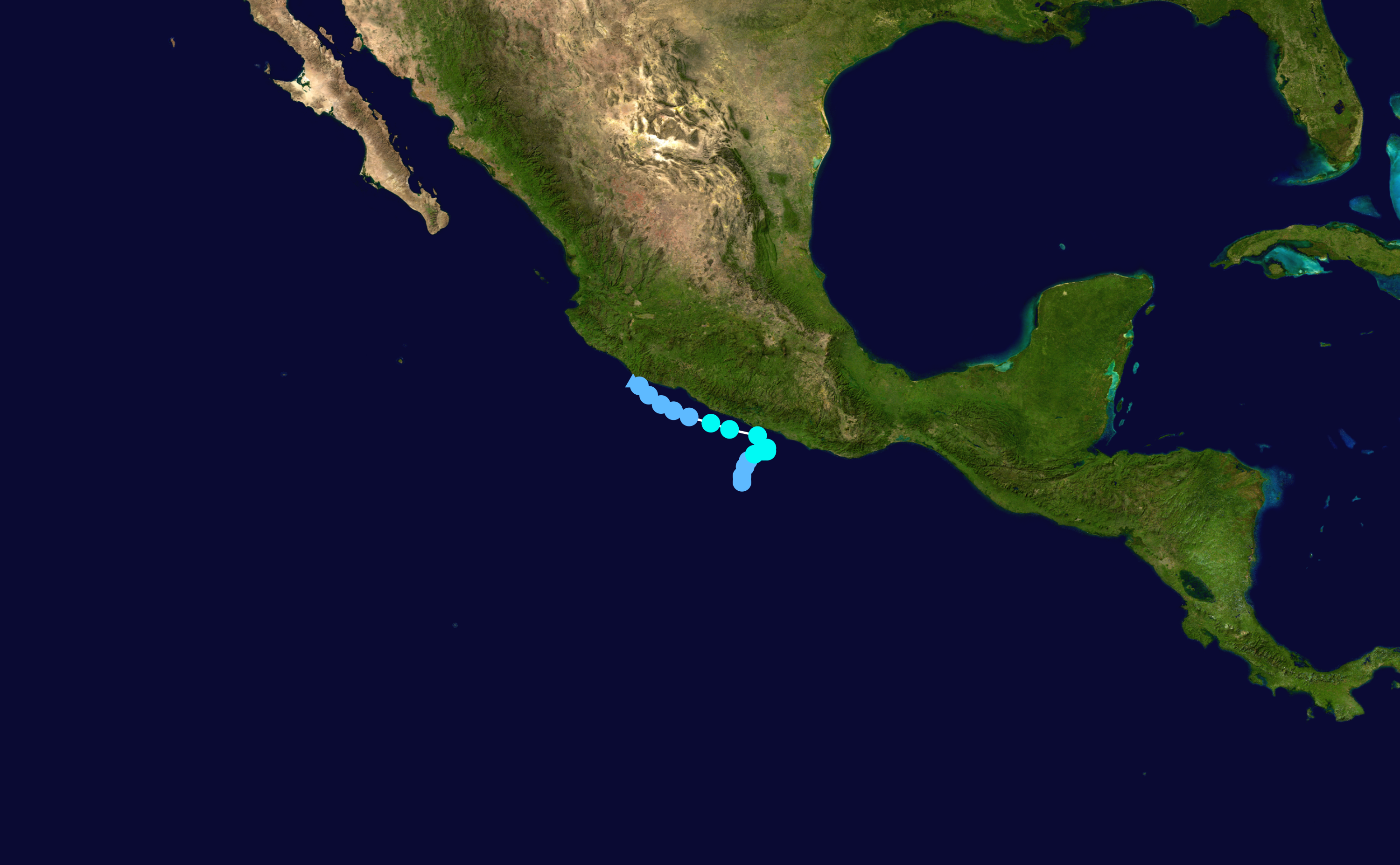
Mapa que traza la trayectoria y la intensidad de la tormenta, de acuerdo con la escala de huracanes de Saffir-Simpson

Las primeras indicaciones del desarrollo de ciclones tropicales se produjeron el 12 de junio, cuando el Centro Nacional de Huracanes (NHC) notó sus expectativas de un área amplia de baja presión para formar el sur de México unos días más tarde. El amplio flujo ciclónico se estableció casi de inmediato, pero se esperaba que los fuertes vientos del nivel superior impidieran el desarrollo en el corto plazo. La perturbación desorganizada comenzó a mostrar signos de organización a principios del 13 de junio, un proceso que finalmente llevó a la formación de una depresión tropical antes de las 21.00 UTC del día siguiente. Incluso después de la formación, el ciclón incipiente permaneció despeinado a la luz de la cizalladura del viento moderada; múltiples remolinos de bajo nivel giraban alrededor de un centro más amplio y la convección profunda estaba confinada a una banda rota en el semicírculo oriental del sistema. No obstante, los datos del viento derivados del satélite indicaron vientos de fuerza de tormenta tropical a última hora del 15 de junio, y la depresión se mejoró a la tormenta tropical Carlotta a las 18.00 UTC en consecuencia.
Carlotta se trasladó al noreste al principio de su duración, dirigida por un gran canal de nivel superior en el oeste del Golfo de México. Las proyecciones iniciales anunciaban poca o ninguna intensificación antes de que el pequeño ciclón se trasladara a la costa de México y se disipara. En cambio, Carlotta se detuvo frente a la costa y comenzó a intensificarse como una banda ciclónicamente curvada envuelta en un área pequeña de convección profunda cerca del centro de la tormenta. Una cresta angosta de nivel medio hacia el norte dirigía Carlotta oeste-noroeste paralelo a la costa, mientras que el radar de Acapulco mostró mejoras estructurales significativas el 16 de junio a medida que se desarrollaba un núcleo interno y ojo. En la medianoche del 17 de junio, el Centro Nacional de Huracanes emitió una actualización que aumentó los vientos de Carlotta a 65 mph (100 km/h) y redujo su presión a 997 mbar (hPa; 29,44 inHg); esto significa su intensidad máxima. La interacción entre la pared del ojo y la tierra del sistema provocó una tendencia de debilitamiento rápido, y Carlotta cayó a la intensidad de la depresión tropical a las 18.00 UTC del 17 de junio. Aunque mantuvo una circulación ajustada de bajo nivel y ráfagas intermitentes de convección hasta el día siguiente temprano, la tormenta finalmente se desacopló y desorganizó, degenerando a un baja remanente a las 03.00 UTC del 19 de junio.

## Preparaciones

### Impacto
Actualmente aún no se ha confirmado los números de muertes y daños en ese país.